# Trypeta yushunica
Trypeta yushunica är en tvåvingeart som beskrevs av Wang 1996. Trypeta yushunica ingår i släktet Trypeta och familjen borrflugor. Inga underarter finns listade i Catalogue of Life.